# Carl Sainté
Carl Sainté (Grand-Goâve, Haití, 9 de agosto de 2002) es un futbolista haitiano que juega como mediocampista en el Phoenix Rising F. C. de la USL Championship de los Estados Unidos.

## Trayectoria
Sainté se formó en las categorías juveniles de los clubes haitianos AGE-Foot, ASGG y finalmente Violette, a quien se unió en 2019. Comenzó su carrera profesional con Violette y los ayudó a ganar la Liga Haitiana en 2020-21. Se transfirió al club estadounidense New Mexico United el 22 de diciembre de 2021. Debutó en la victoria por 2-0 en el USL Championship sobre Las Vegas Lights el 14 de marzo de 2022, ingresando como suplente en el minuto 87.

## Selección nacional
Sainté representó a la selección Sub-17 de Haití en la Copa Mundial de Fútbol Sub-17 de 2019. Fue convocado para representar a la selección absoluta de Haití en marzo de 2022. Debutó con la selección nacional de Haití en la derrota por 2-1 ante Guatemala en un amistoso el 27 de marzo de 2022.

## Clubes
| Club                          | País                | Año                 | Partidos | Goles |
| ----------------------------- | ------------------- | ------------------- | -------- | ----- |
| Violette A. C.                | Haití               | 2020-21             | 12       | 0     |
| New Mexico United             | Estados Unidos      | 2021-22             | 5        | 0     |
| North Texas S. C.             | Estados Unidos      | 2022-24             | 27       | 1     |
| F. C. Dallas                  | Estados Unidos      | 2024-presente       | 2        | 0     |
| Phoenix Rising F. C. (cedido) | Estados Unidos      | 2025-presente       | 0        | 0     |
| Total en su carrera           | Total en su carrera | Total en su carrera | 44       | 1     |

## Palmarés

### Títulos nacionales
| Título        | Club           | País  | Año     |
| ------------- | -------------- | ----- | ------- |
| Liga haitiana | Violette A. C. | Haití | 2020-21 |